# Eleições parlamentares europeias de 1994 (Países Baixos)
As eleições parlamentares europeias de 1994 nos Países Baixos foram realizadas a 9 de junho para eleger os 31 assentos do país para o Parlamento Europeu.

## Resultados Nacionais
| Partido                 | Partido                                       | Votos      | %               | +/-   | Deputados | +/-     |
| ----------------------- | --------------------------------------------- | ---------- | --------------- | ----- | --------- | ------- |
|                         | Apelo Democrata-Cristão                       | 1 271 855  | 30,77 / 100,00  | 3,83  | 10 / 31   | Estável |
|                         | Partido do Trabalho                           | 945 869    | 22,88 / 100,00  | 7,82  | 8 / 31    | Estável |
|                         | Partido Popular para a Liberdade e Democracia | 740 443    | 17,91 / 100,00  | 4,28  | 6 / 31    | 3       |
|                         | Democratas 66                                 | 481 843    | 11,66 / 100,00  | 5,71  | 4 / 31    | 3       |
|                         | União Cristã-Aliança Política Reformada       | 322 793    | 7,81 / 100,00   | 1,91  | 2 / 31    | 1       |
|                         | Esquerda Verde                                | 154 547    | 3,74 / 100,00   | 3,23  | 1 / 31    | 1       |
|                         | Os Verdes                                     | 97 206     | 2,35 / 100,00   | -     | 0 / 31    | -       |
|                         | Partido Socialista                            | 55 311     | 1,34 / 100,00   | 0,69  | 0 / 31    | Estável |
|                         | Democratas de Centro                          | 43 299     | 1,05 / 100,00   | 0,27  | 0 / 31    | Estável |
|                         | Outros                                        | 20 391     | 0,49 / 100,00   |       | 0 / 31    |         |
| Votos Inválidos         | Votos Inválidos                               | 13 173     | 0,32 / 100,00   | 0,21  |           |         |
| Total                   | Total                                         | 4 146 730  | 100,00 / 100,00 |       | 31 / 31   | 6       |
| Eleitorado/Participação | Eleitorado/Participação                       | 11 618 677 | 35,69 / 100,00  | 11,79 |           |         |
| Fonte                   | Fonte                                         | [ 1 ]      | [ 1 ]           | [ 1 ] | [ 1 ]     | [ 1 ]   |